# Pontificia Universidad Católica de Honduras
La Pontificia Universidad Católica de Honduras Nuestra Señora Reina de la Paz, o simplemente Universidad Católica de Honduras, (acrónimo: Unicah) —coloquialmente conocida como «la Católica» o «la Cato»— es una universidad privada y católica que está ubicada en la ciudad de Tegucigalpa, Honduras. Fue fundada el 4 de diciembre de 1992 por los religiosos Héctor Enrique Santos Hernández y Óscar Andrés Rodríguez Maradiaga.
Al ser una «universidad pontificia», depende de la Santa Sede y de la Iglesia católica hondureña (a través de la Arquidiócesis de Tegucigalpa). Está afiliada al Consejo Centroamericano de Acreditación de la Educación Superior (CCA), al Consejo de Educación Superior (CES-Honduras), a la Asociación Nacional de Universidades Privadas de Honduras (ANUPRIH) y a la Federación Internacional de Universidades Católicas (FIUC).
La oferta académica vigente consta de diecisiete carreras de grado, las cuales están distribuidas en siete facultades y escuelas distintas. De igual forma, la universidad ofrece dieciséis programas de posgrado y dos de doctorado. El campus central de la universidad se encuentra en Tegucigalpa, aunque la institución también dispone de ocho campus regionales repartidos en distintas ciudades del país.
Con un alto enfoque en áreas de estudio e investigación de las ciencias administrativas, las ciencias de la salud y la ingeniería, entre otras, es considerada una de las instituciones de educación superior con mayor prestigio en el país, lo cual es avalado por distintos ránquines internacionales.
En ese sentido, figura en la posición 4 entre las 7 universidades hondureñas que aparecen en la Clasificación Webométrica Mundial de Universidades del Consejo Superior de Investigaciones Científicas. Mientras que en los ránquines 2020 Honduran University Ranking y 2020 Private Honduran Universities, de la uniRank, ocupa las posiciones 4 y 2 respectivamente. También es, junto a la Universidad Nacional Autónoma de Honduras, la Universidad Zamorano, la Universidad Pedagógica Nacional Francisco Morazán y la Universidad Tecnológica Centroamericana, una de las únicas 5 universidades hondureñas incluidas en la base de datos World Top Universities de Quacquarelli Symonds. En el Ranking Iberoamericano de Instituciones de Educación Superior 2021 de la Scimago Institution Rankings (SIR) se posiciona como la cuarta mejor universidad hondureña (entre nueve) por sus aportes a la investigación científica.

## Historia

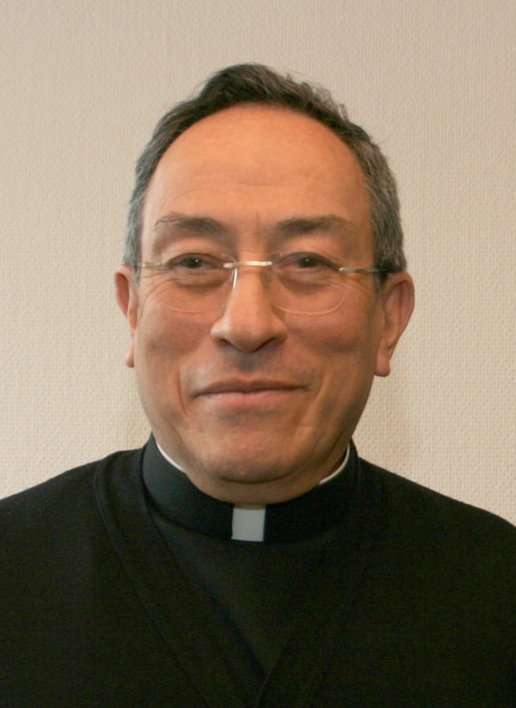
El Cardenal Óscar Andrés Rodríguez, uno de los fundadores de la Universidad Católica.

### Antecedentes
La idea de fundar la Universidad Católica de Honduras surgió por parte de un distintivo grupo de líderes católicos, entre los cuales se encontraban el Arzobispo de Honduras, Monseñor Héctor Enrique Santos Hernández, y el Obispo Auxiliar de Tegucigalpa, Óscar Andrés Rodríguez Maradiaga. Éstos, en coordinación con los señores Elio David Alvarenga Amador (actual rector de la Universidad), Jorge Alberto Palma Gutiérrez, Jaime Villatoro Flores, José Roberto Moncada, Jorge Elías Fléfil, Edgar Handal Facussé y el Padre Lucas McGraft.

### Fundación
La universidad fue creada formalmente el 4 de diciembre de 1992, bajo el acuerdo n.º 17-42-92 del Consejo de Educación Superior de Honduras. Tras la conformación de las autoridades, el Héctor Enrique Santos Hernández, Monseñor Héctor Enrique Santos Hernández tomó la promesa de ley. El 3 de febrero de 1993, la Universidad Católica de Honduras inicia su historia académica con apenas 77 estudiantes, y contando con las siguientes carreras: Ingeniería en Ciencias Ambientales, Ingeniería Comercial e Ingeniería en Ciencias de la Computación; Licenciatura en Relaciones Internacionales, Licenciatura en Diplomacia, Mercadotecnia y Banca y Finanzas. Ese mismo año es fundado el campus en la ciudad de Choluteca funcionando inicialmente en las instalaciones del Instituto Santa María Goretti.

### sigloXX
En 1994 se inaugura el Programa FAH-UNICAH en las instalaciones de la Escuela de Capacitación de Mandos Intermedios, con las carreras de Ingeniería Industrial, Administración de Empresas, Mercadotecnia e Ingeniería en Ciencias de la Computación.
En 1995 es creada la carrera de Administración de Empresas en grados de Licenciatura, Maestría y Doctorado. Así mismo, se reformó el plan de estudios de la Ingeniería Comercial, siendo renombrada como Ingeniería Industrial. Ese mismo año se inaugura el Campus San Pedro y San Pablo en San Pedro Sula con las carreras de Ingeniería Industrial, Administración de Empresas, Banca y Finanzas, Ingeniería en Ciencias de la Computación e Ingeniería en Ciencias Ambientales.
En 1999 son modificadas las carreras de Ingeniería Ambiental, Ingeniería en Ciencias de la Computación, Mercadotecnia, Banca y Finanzas, Administración de Empresas y Relaciones Internacionales; estas modificaciones incluían la aprobación y el inicio de la Maestría en Relaciones Internacionales y Comercio Exterior. De igual forma, se inauguraron las carreras de Psicología, Derecho, Ingeniería Civil y Cirugía Dental en grado de licenciatura. En Juticalpa se le da apertura al Campus Santa Clara, contando con las carreras de Ingeniería Industrial, Administración de Empresas y Mercadotecnia.

### sigloXXI

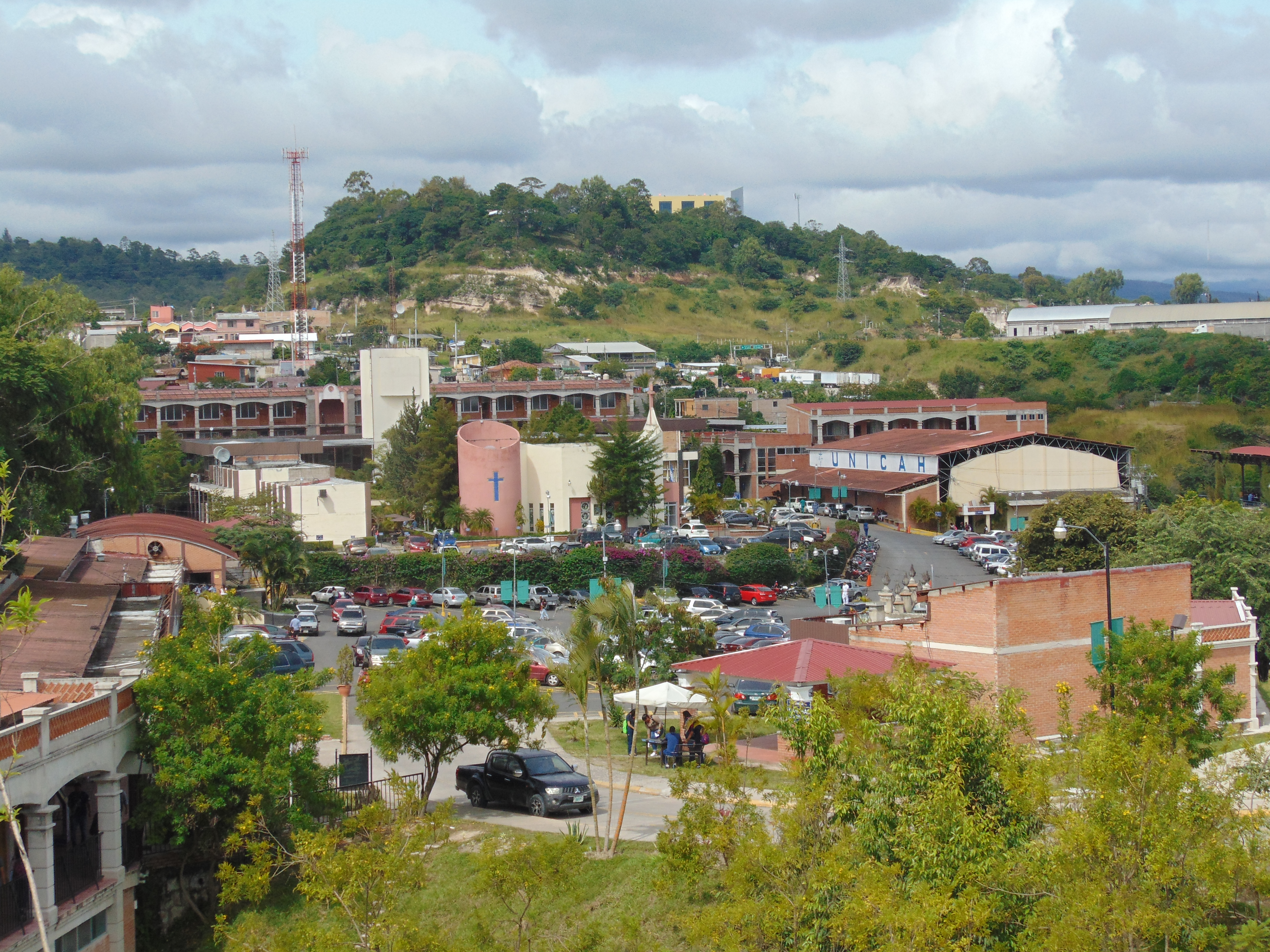
Campus Sagrado Corazón de Jesús (Tegucigalpa) en 2016.

En el año 2000 es fundado el Campus Jesús Sacramentado en la ciudad de Siguatepeque. Se inició con las carreras de Ingeniería Industrial, Mercadotecnia, Administración de Empresas y Derecho. Así también, en el Campus Sagrado Corazón de Jesús (Tegucigalpa), se aprobó e inició la Maestría en Gestión de la Calidad Total y la Maestría en Gestión de Proyectos, en un programa interno dirigido al personal docente y administrativo de la Universidad Católica de Honduras.
En 2001 es aprobada la Maestría en Ciencias Religiosas. De igual forma, es modificado el Plan de Estudios del Doctorado, llamándose a partir de ese momento Doctorado en Ciencias Administrativas. En 2002 se inaugura el Campus San Isidro en La Ceiba y en 2003 el Campus Santa Rosa de Lima en Santa Rosa de Copán.
En 2002 se le da inicio a la carrera de Medicina y Cirugía en el Campus San Pedro y San Pablo de la ciudad de San Pedro Sula. Posteriormente, en 2005, se inaugura la misma carrera en el Campus Sagrado Corazón de Jesús de Tegucigalpa y de igual forma la carrera de Cirugía Dental en ambos campus de manera simultánea. De esta forma la Universidad Católica de Honduras se convirtió en la segunda universidad del país con una oferta académica en el área de medicina, por detrás de la Universidad Nacional Autónoma de Honduras.
El 10 de julio de 2010 se dio apertura a la construcción del Hospital Católico «Padre Pío de Pietrelcina» ubicado en el Campus Sagrado Corazón de Jesús. El Cardenal Óscar Andrés Rodríguez dio apertura a la obra, en la cual los estudiantes de la Facultad de Salud de la Universidad Católica harán su práctica profesional.
El 27 de mayo de 2011 se firmó un convenio con la Universidad Loyola Nueva Orleans para crear un programa de Maestría para la Universidad Católica de Honduras.
En septiembre de 2012 se inauguró la Licenciatura en Ciencias de la Comunicación, con disponibilidad únicamente en el Campus Sagrado Corazón de Jesús (CSJ).
En diciembre de 2015 se concretó una afiliación con la Pontificia Universidad Católica de Chile y la Universidad Anáhuac México Norte para la realización de un máster en Derecho que contará con profesores de ambas casas de estudios.

## Reconocimiento pontificio
La Universidad Católica de Honduras "Nuestra Señora Reina de la Paz" (UNICAH) recibió un reconocimiento pontificio de la Santa Sede, integrándose al selecto grupo de universidades canónicamente reconocidas a nivel mundial. Este significativo acto, celebrado el 11 de noviembre de 2024, tuvo lugar en el Aula Magna del campus "Sagrado Corazón de Jesús" en Tegucigalpa, marcando un hito en la historia de la institución. El reconocimiento fue otorgado por el Dicasterio para la Cultura y la Educación de la Santa Sede, que aprobó los nuevos estatutos de la universidad, su renovado escudo y la ratificación de la rectora, Dra. Marleni Carolina Santos Molina. Este acto oficializa el compromiso de la universidad con la excelencia académica, reafirmando su alineación con los principios del magisterio de la Iglesia Católica. Durante la ceremonia, la rectora y el Gran Canciller, Monseñor José Vicente Nácher Tatay, subrayaron la trascendencia de este reconocimiento como un renovado compromiso con la misión educativa y social de la UNICAH.

## Gobierno
Los órganos que gobiernan la Universidad según la tercera reforma aprobada mediante el Decreto 4949-378-2023 del Consejo de Educación Superior son:
- La Cancillería: Cargo que recae en el Arzobispo de Tegucigalpa.
- El Claustro Universitario: Compuesto por el Gran Canciller, quien lo preside; el Rector; el Secretario General; los Vicerrectores y los Directores de Campus.
- El Senado Universitario: Formado por el Rector, quien lo preside; el Secretario General; los Vicerrectores y los Directores de Campus.

La máxima autoridad de la universidad es el Canciller, también conocido como Gran Canciller, para diferenciarlo de los obispos que ejercen la cancillería en las diócesis donde se encuentre el campus. El Gran Canciller también desempeña el cargo de Arzobispo de Tegucigalpa. En su calidad de autoridad eclesiástica, se le considera el principal enlace entre la universidad, la Iglesia y la Santa Sede.
Sin embargo, a pesar de ser la más alta autoridad, ésta persona no se ve involucrada en las decisiones que se tomen dentro del Senado Universitario. Por lo tanto, esa función recae en el rector, es decir, la máxima autoridad académica, quien además es auxiliado por el resto de los integrantes del senado. 
La universidad, al estar distribuida en unidades académicas, posee distintas facultades y escuelas. Cada una de las facultades y escuelas está dirigida por su respectivo decano (facultad) o coordinador (escuela). 
Además del campus central, ubicado en la Calle Los Alcaldes de Tegucigalpa, la universidad cuenta con nueve campus académicos regionales, los cuales están dirigidos por un director de campus. Asimismo, dispone de dos campus administrativos: San José, sede de la Rectoría en el Barrio Casamata de Tegucigalpa, y El Tabor, en la ciudad de Valle de Ángeles (campus para retiros espirituales).

### Autoridades actuales
- Gran Canciller: José Vicente Nácher, C.M., Arzobispo de Tegucigalpa.
- Rector: Dra. Marleni Carolina Santos.
- Secretario General: Dr. Edgar Dubón.
- Vicerrector Académico: Dr. Francisco Castro.
- Vicerrector Administrativo: Dr. Elio Misael Rápalo Maldonado.
- Vicerrectora de Investigación y Posgrado: Dra. Claudia Raudales.
- Vicerrectora de Pastoral: Dra. Gladis Natividad Tróchez.
- Cancilleres: Los obispos de las diócesis correspondientes a cada campus.
- Senado universitario: Rectora y directores de los 11 campus.

## Infraestructura
La Universidad Católica de Honduras cuenta con diez campus académicos distribuidos en algunas de las siguientes ciudades del país: Tegucigalpa, San Pedro Sula, La Ceiba, Choluteca, Juticalpa, Santa Rosa de Copán, Danlí, Siguatepeque y Olanchito. Adicional al campus central, la universidad posee una sede de carácter administrativo —Campus Corporativo San José—, la cual está ubicada en el Barrio Casamata de la ciudad de Tegucigalpa. 

### Campus académicos
- Campus Sagrado Corazón de Jesús, Tegucigalpa.
- Campus San Pedro y San Pablo, San Pedro Sula.
- Campus San Isidro, La Ceiba.
- Campus Dios Espíritu Santo, Choluteca.
- Campus Santa Clara, Juticalpa.
- Campus Santa Rosa de Lima, Santa Rosa de Copán.
- Campus Santiago Apóstol, Danlí.
- Campus Jesús Sacramentado, Siguatepeque y su extensión en la ciudad de  Comayagua.
- Campus San Jorge, Olanchito.
- Campus San Juan Bautista, Trujillo.

### Campus administrativos
- Campus Corporativo San José, Tegucigalpa.
- Campus Espiritual El Tabor, Valle de Ángeles.

### Edificios por facultad (Campus Central)
| - Edificio A (San Pedro): Finanzas - Edificio B (San Andrés) y Edificio C (Santiago Mayor): Medicina - Edificio D (San Juan): - D1: Psicología - D2: Mercadotecnia y Administración de Empresas - D3: Relaciones Internacionales - D4: Ciencias de la Comunicación - Edificio E (San Felipe): Derecho - Edificio F (San Bartolomé): Ingeniería en Ciencias de la Computación - Edificio G (Santo Tomás): Estudios generales | - Edificio H (San Mateo): Laboratorios de Salud - Edificio I (Santiago Menor): Laboratorios de Ingeniería - Edificio J (San Judas Tadeo): Ingeniería Industrial e Ingeniería Ambiental - Edificio K (San Simón): Ingeniería Civil - Edificio L: Arquitectura - Edificio M: Medicina - Hospital Odontológico «Monseñor Agustín Hombach»: Odontología |

### Hospitales universitarios
- Hospital odontológico «Monseñor Agustín Hombach», Campus Sagrado Corazón de Jesús (Tegucigalpa).
- Hospital Universitario «Padre Pío de Pietrelcina», Campus Sagrado Corazón de Jesús (Tegucigalpa).

## Biblioteca

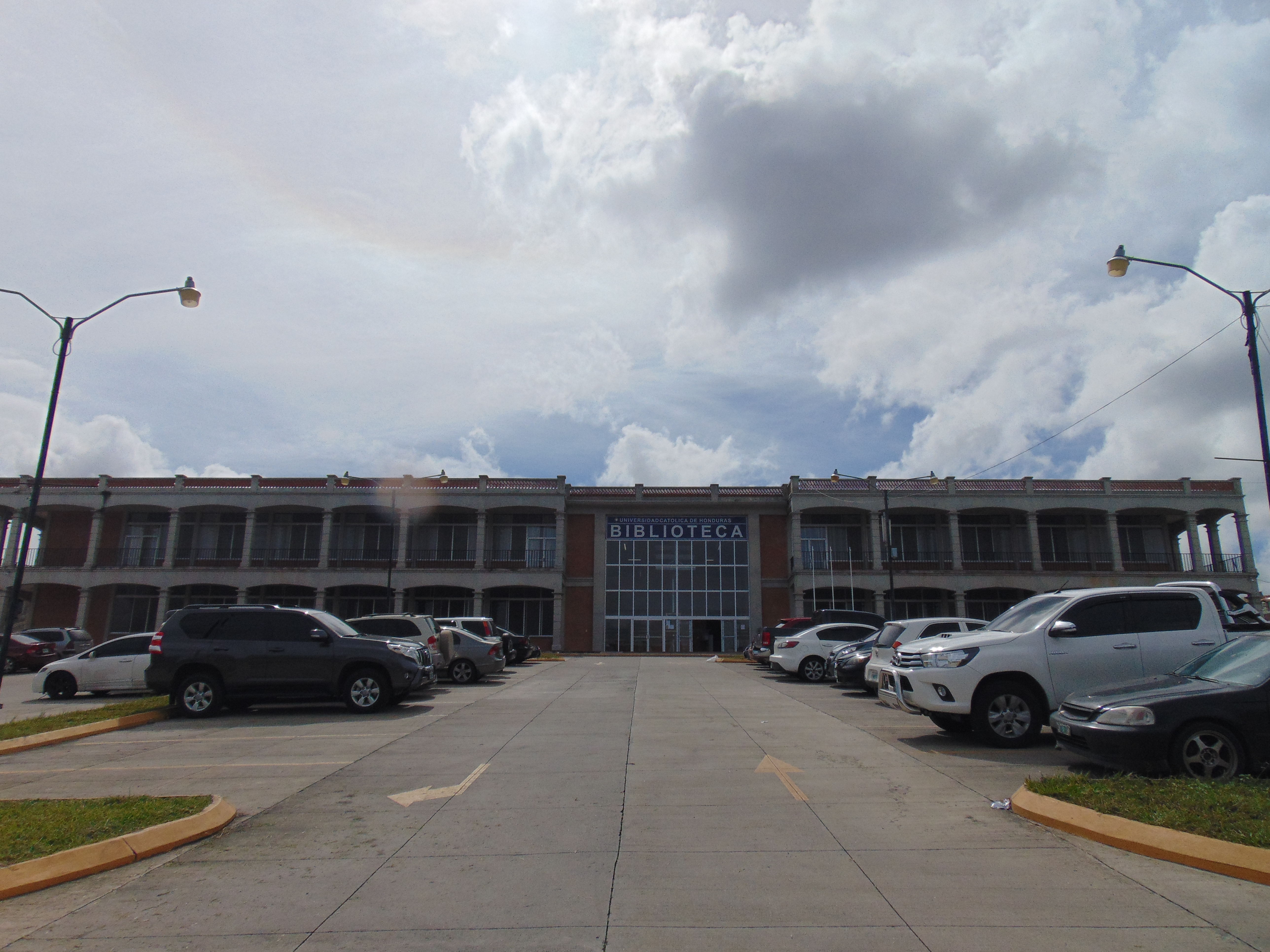
Vista frontal a la Biblioteca «Dr. Elio David Alvarenga Amador».

La Biblioteca «Dr. Elio David Alvarenga Amador» tiene como objetivo poner a disposición de los estudiantes la bibliografía de consultas necesaria para la ejecución del proceso de aprendizaje e investigación. 
La biblioteca tiene la modalidad de “estantería abierta”, es decir, que el usuario pasa directamente a la estantería a buscar el libro que le interesa y que esta ordenado de acuerdo al “Sistema Decimal Dewey”.
La Biblioteca brinda dos servicios de préstamo de libros:
- Carácter interno, por un solo día, donde el usuario necesita presentar su carné revalidado del respectivo periodo. En caso de que sea solicitado por los bibliotecarios llenar la ficha REG- PS- 602.

- Carácter externo, por cierto periodo de tiempo (máximo 7 días) y según la disponibilidad del material. El usuario deberá presentar su carné revalidado en el periodo respectivo.

### Instalaciones
- Sala de Estudio Individual
- Sala General
- Sala de Referencias y Hemeroteca
- Sala de Computadoras
- Librería Universitaria (operada por Librería Universo)

## Facultades y escuelas
La Universidad Católica de Honduras cuenta con las siguientes facultades:

### Facultad de Ciencias Administrativas
| Facultad de Ciencias Administrativas en la Universidad Católica de Honduras | Facultad de Ciencias Administrativas en la Universidad Católica de Honduras |
| Grado académico                                                             | Duración                                                                    |
| --------------------------------------------------------------------------- | --------------------------------------------------------------------------- |
| Licenciatura en Administración de Empresas                                  | 4 años                                                                      |
| Licenciatura en Finanzas                                                    | 4 años                                                                      |
| Licenciatura en Mercadotecnia                                               | 4 años                                                                      |
| Maestría en Gestión de Negocios                                             | 2 años                                                                      |
| Maestría en Organizaciones Microfinancieras                                 | 2 años                                                                      |
| Maestría en Administración de Empresas                                      | 1 año y 6 meses                                                             |
| Maestría en Economía y Finanzas                                             | 1 año y 6 meses                                                             |
| Maestría en Gestión de la Calidad                                           | 1 año y 3 meses                                                             |
| Doctorado en Ciencias Administrativas                                       | 1 año y 6 meses                                                             |

### Facultad de Ciencias de la Salud
| Facultad de Salud en la Universidad Católica de Honduras | Facultad de Salud en la Universidad Católica de Honduras |
| Grado académico                                          | Duración                                                 |
| -------------------------------------------------------- | -------------------------------------------------------- |
| Grado en Medicina y Cirugía                              | 8 años                                                   |
| Grado en Odontología                                     | 6 años                                                   |
| Licenciatura en Enfermería                               | 5 años                                                   |
| Licenciatura en Nutrición                                | 5 años                                                   |
| Maestría en Gerencia de Servicios de Salud               | 1 año y medio                                            |
| Especialidad en Endodoncia                               | 1 año y medio                                            |
| Especialidad en Ortodoncia y Ortopedia Maxilofacial      | 1 año y medio                                            |
| Especialidad en Periodoncia                              | 1 año y 3 meses                                          |

### Facultad de Ciencias Sociales
| Facultad de Ciencias Sociales en la Universidad Católica de Honduras | Facultad de Ciencias Sociales en la Universidad Católica de Honduras |
| Grado académico                                                      | Duración                                                             |
| -------------------------------------------------------------------- | -------------------------------------------------------------------- |
| Licenciatura en Derecho                                              | 5 años                                                               |
| Licenciatura en Ciencias de la Comunicación                          | 4 años                                                               |
| Licenciatura en Relaciones Internacionales                           | 4 años                                                               |
| Maestría en Derecho Administrativo                                   | 1 año y medio                                                        |
| Maestría en Derecho Procesal Laboral                                 | 1 año y medio                                                        |
| Maestría en Relaciones Internacionales y Comercio                    | 1 año y 3 meses                                                      |

### Facultad de Ingeniería
| Facultad de Ingeniería en la Universidad Católica de Honduras | Facultad de Ingeniería en la Universidad Católica de Honduras |
| Grado académico                                               | Duración                                                      |
| ------------------------------------------------------------- | ------------------------------------------------------------- |
| Ingeniería Civil                                              | 4 años y 6 meses                                              |
| Ingeniería en Ciencias de la Computación                      | 4 años y 3 meses                                              |
| Ingeniería Industrial                                         | 4 años                                                        |
| Ingeniería Ambiental                                          | 4 años                                                        |
| Maestría en Gestión de Proyectos                              | 1 año y 3 meses                                               |

### Facultad de Teología
| Facultad de Teología en la Universidad Católica de Honduras | Facultad de Teología en la Universidad Católica de Honduras |
| Grado académico                                             | Duración                                                    |
| ----------------------------------------------------------- | ----------------------------------------------------------- |
| Licenciatura en Teología                                    | 4 años                                                      |
| Maestría en Ciencias Religiosas                             | 1 año y medio                                               |
| Maestría en Teología Espiritual                             | 1 año y 3 meses                                             |
| Doctorado en Teología Bíblica Pastoral                      | 2 años                                                      |

### Escuela de Psicología
| Escuela de Psicología en la Universidad Católica de Honduras | Escuela de Psicología en la Universidad Católica de Honduras |
| Grado académico                                              | Duración                                                     |
| ------------------------------------------------------------ | ------------------------------------------------------------ |
| Licenciatura en Psicología                                   | 4 años                                                       |
| Maestría en Psicología                                       | 2 años y medio                                               |

### Escuela de Arquitectura
| Escuela de Arquitectura en la Universidad Católica de Honduras | Escuela de Arquitectura en la Universidad Católica de Honduras |
| -------------------------------------------------------------- | -------------------------------------------------------------- |
| Licenciatura en Arquitectura                                   | 5 años                                                         |